# Bad Doberan
Bad Doberan est une ville allemande située dans le Land de Mecklembourg-Poméranie-Occidentale et l'arrondissement de Rostock. Jusqu'au 4 septembre 2011 elle était le chef-lieu de l'ancien arrondissement de Bad Doberan.
Bad Doberan pourrait faire partie de la banlieue de Rostock, puisqu'elle est située 15 km à l'ouest de cette ville.
Aujourd'hui, Bad Doberan est une station thermale populaire, grâce à Heiligendamm, un quartier de la ville situé sur la mer Baltique.

## Histoire
Les premiers habitants étaient des moines cisterciens, qui y fondèrent un monastère en 1171. Doberan (son nom à l'origine) resta un petit village jusqu'en 1793, quand le duc de Mecklembourg fonda la première station thermale, Heiligendamm. Doberan et Heiligendamm étaient connectés par une voie ferrée étroite, le Mollibahn depuis 1886. La ville est appelée Bad Doberan depuis 1921 (Bad, qui signifie « bain » en allemand, est un préfixe courant pour les villes thermales allemandes).

## Heiligendamm
Quartier excentré de la ville, Heiligendamm est aussi une station balnéaire, la plus ancienne d'Allemagne. Elle a été fondée en 1793.
Le 3 avril 2007, la ville de Bad Doberan a supprimé de sa liste des citoyens d'honneur le nom d'Adolf Hitler.
La ville a été choisie pour être le siège du sommet du G8 en 2007. 11,5 km de clôture (2,5 m de haut, 1 m de profondeur) ont été installés jusque dans la mer Baltique, pour essayer de séparer le sommet des 100 000 manifestants attendus, ceci pour un coût de 12,5 millions d'euros (source 20 minutes du 31 mai 2007).

## Édifices notables

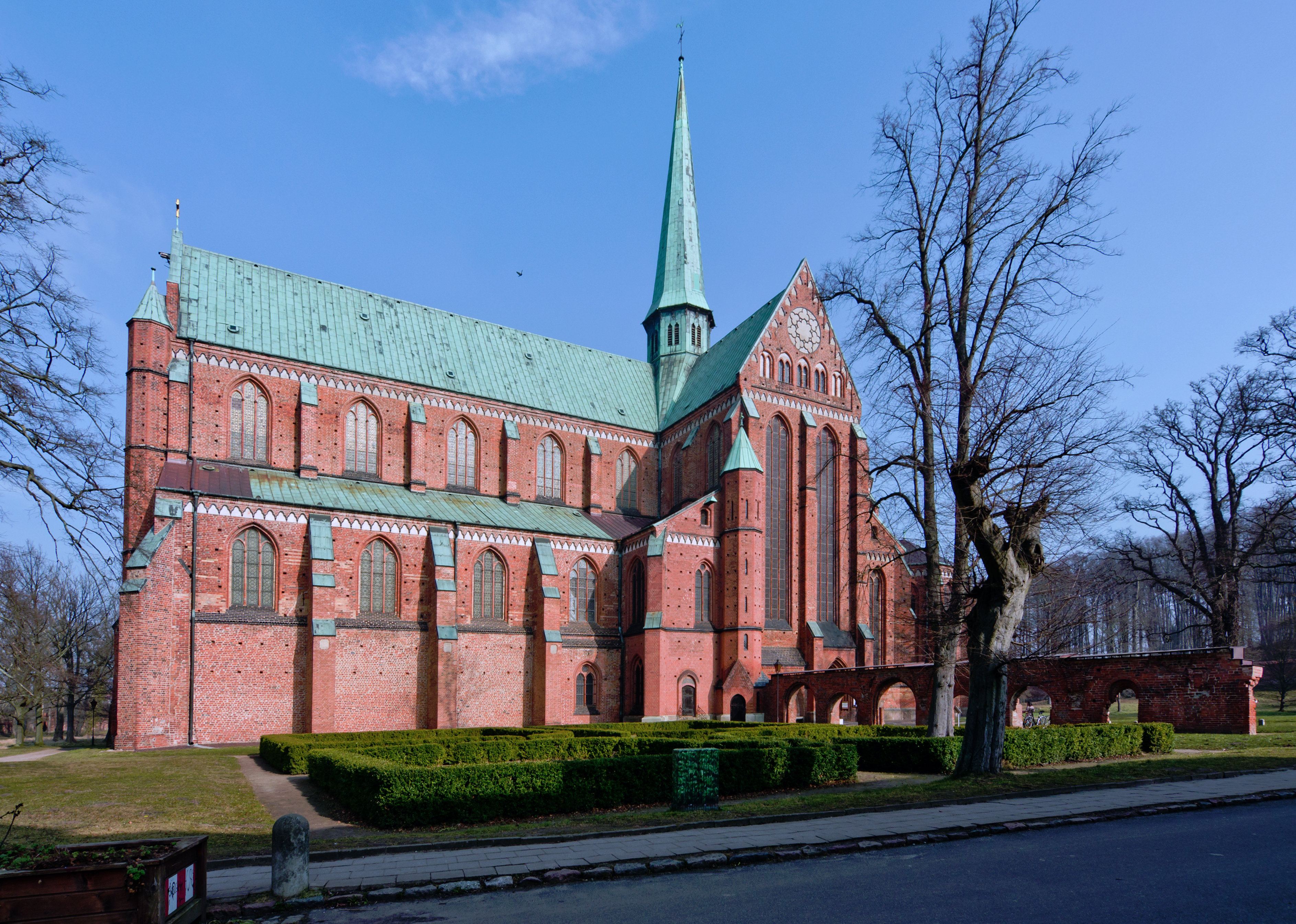
Cathédrale de Doberan

L'un des plus importants édifices de la ville est la cathédrale de Doberan.

## Personnalités liées à la ville
- Otto Schünemann (1891-1944), général né à Bad Doberan.
- François-Joseph de Hohenzollern-Emden (1891-1964), prince né à Heiligendamm.
- Frédéric de Hohenzollern (1891-1965), prince né à Heiligendamm.
- Frank Paschek (1956-), athlète né à Bad Doberan.
- Felix Drahotta (1989-), rameur né à Bad Doberan.

## Jumelage
- Bad Schwartau (Allemagne) depuis le 3 octobre 1991[1]